# 浙东中学旧址
29°53′25.57″N 121°33′13.20″E / 29.8904361°N 121.5536667°E
浙东中学旧址位于中国浙江省宁波市江北区新马路136号，由大门和主楼组成，建于1930年，大门朝南，为西式风格，共三层，门面呈券形，楼顶中置钟楼，主楼原名庭荪堂，为西式建筑，为二层三开间，浙东中学为宁波市第四中学前身，原为基督教会创办的私立中学，抗战时期校舍被毁，1947年迁入现址:275，1952年改为公立更名为宁波市第四中学，2003年第四中学高中部迁入原浙江纺织职业技术学院，第四中学初中部和二十中学合并设立三江中学，2015年成为泗洲路小学所在地，2022年成为江北中心学校所在地，2023年9月1日公布为宁波市文物保护单位。